# 東非野生稻
東非野生稻（学名：Oryza punctata）又称斑点稻、斑点野生稻等，为禾本科稻属下的一个种。原产非洲热带地区及南部非洲，广泛分布于从热带非洲、马达加斯加直至亚洲热带地区（如泰国、中南半岛等地）。生活环境位于海拔33米至1230米之间。
在美国被归类为有害杂草。

## 名称
拉丁学名种加词punctata意为“有斑点的”。